# 2008 내가 여름이다
2008 내가 여름이다는 써니힐의 싱글 앨범이다. 2008년 7월 3일 발매되었다.

## 특징
- 타이틀 곡인 사랑밖에 난 몰라는 경쾌한 리듬에 J-POP 스타일의 편곡한 곡이다
- 수록곡인 My girl은 보이스가 변조되었다
- 수록곡인 고무줄 (Sub. COOL하게 컴백)은 그룹 쿨의 컴백을 바라는 이중적 의미가 내포되어 있다

## 트랙리스트

### 2008 내가 여름이다
| #  | 제목                                   | 작사          | 작곡   | 재생 시간 |
| -- | -------------------------------------- | ------------- | ------ | --------- |
| 1. | 〈사랑밖엔 난 몰라〉                   | 원태연        | 박해운 | 3:53      |
| 2. | 〈고무줄 (Sub. COOL하게 컴백)〉        | 이상백,DK4RG  | 윤일상 | 3:07      |
| 3. | 〈My Girl〉                            | 김영아.정성헌 | 정성헌 | 3:19      |
| 4. | 〈사랑밖엔 난 몰라 (INST)〉            |               | 박해운 | 3:40      |
| 5. | 〈고무줄 (Sub. COOL하게 컴백) (INST)〉 |               | 윤일상 | 3:07      |
| 6. | 〈My Girl (INST)〉                     |               | 정성헌 | 3:19      |